# Automobiles Rip

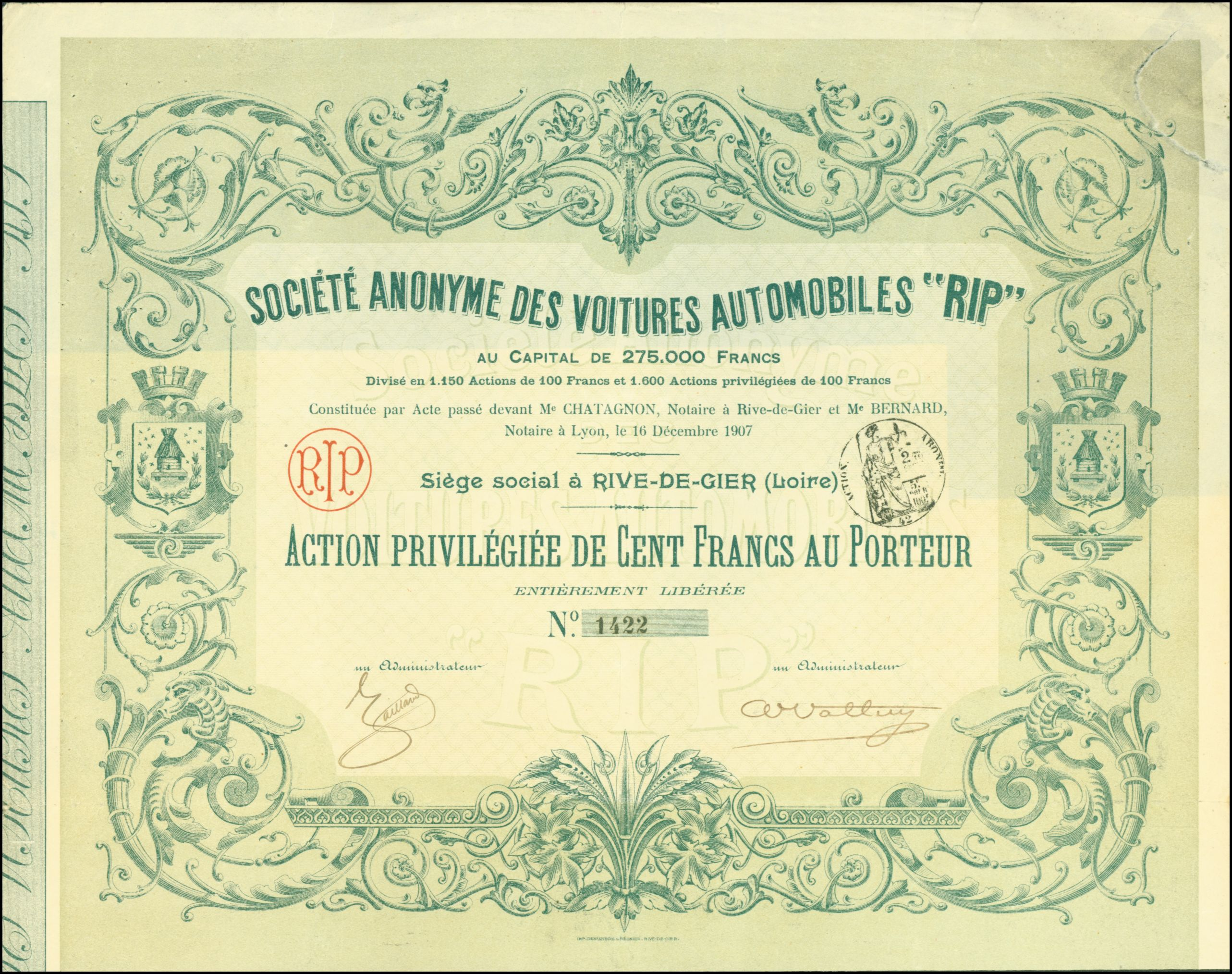
Vorzugsaktie der SA des Voitures Automobiles Rip vom 16. Dezember 1907

Die SA des Voitures Automobiles Rip war ein französischer Hersteller von Automobilen.

## Unternehmensgeschichte
Das Unternehmen aus Rive-de-Gier begann 1908 mit der Produktion von Automobilen. Der Markenname lautete Rip. 1912 endete die Produktion.

## Fahrzeuge
Im Angebot standen zwei Modelle. Der 5/6 CV verfügte über einen Einzylindermotor mit 636 cm³ Hubraum mit 90 mm Bohrung und 100 mm Hub. Die maximale Leistung wurde bei 1500/min erreicht. Das Leergewicht lag bei 400 kg. Im 10/12 CV sorgte ein Vierzylindermotor mit 2120 cm³ Hubraum für den Antrieb. Das Leergewicht lag bei 525 kg. Der Kühler war hinter dem Motor montiert. Besonderheit war eine waagerecht installierte Schraubenfederung der vorderen und hinteren Achse.